# Monteverde (Italië)
Monteverde is een gemeente in de Italiaanse provincie Avellino (regio Campanië) en telt 909 inwoners (31-12-2004). De oppervlakte bedraagt 39,2 km², de bevolkingsdichtheid is 24 inwoners per km².

## Demografie
Monteverde telt ongeveer 418 huishoudens. Het aantal inwoners daalde in de periode 1991-2001 met 10,0% volgens cijfers uit de tienjaarlijkse volkstellingen van ISTAT.
| Jaar | Inwoneraantal |
| ---- | ------------- |
| 1991 | 1023          |
| 2001 | 921           |

## Geografie
De gemeente ligt op ongeveer 740 meter boven zeeniveau.
Monteverde grenst aan de volgende gemeenten: Aquilonia, Lacedonia, Melfi (PZ).